# 罗马军事边界和防御工事

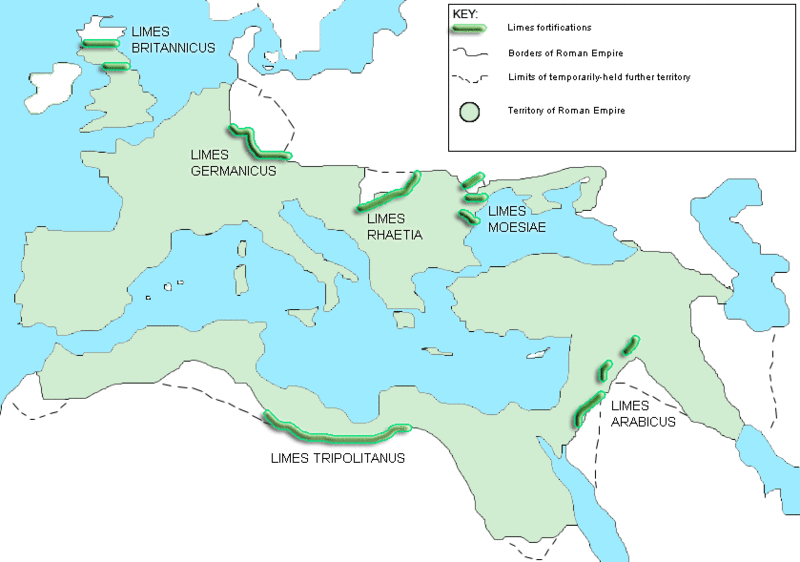
罗马帝国曾经占领的所有领土的地图，以及界墙（limes）的位置

罗马军事边界和防御工事是罗马帝国国土防卫宏观战略的一部分。2世纪初，罗马帝国已经达到了领土扩张的顶峰，之后罗马人并没有早期那样不断扩大边界，而是通过修筑一系列防御工事和永久防线来巩固自己的战略地位，从而巩固国防。历史学家阿德里安·戈兹沃西认为，罗马人已经达到了他们的军事能力下所征服的自然极限，而在这些早期固定的边界之外，尽管罗马取得了许多战斗胜利，但他们的能力使他们在军事上不可长久征服。戈兹沃西特别认为，帕提亚人、萨尔马提亚人和波斯人以骑兵为基础的军队对罗马以步兵为基础的军队的扩张提出了重大挑战。

## 防御工事的性质
罗马帝国的边界在整个帝国历史上不断变动，是自然边界（北部和东部的莱茵河和多瑙河，西部的大西洋，南部的沙漠）和人造防御工事的结合体。将帝国的土地与更远的“蛮族”土地分开。
早在公元前六世纪或七世纪罗马第一座城墙建成时，罗马军队就开始修建单独的防御工事。然而，公元 40 年左右，在卡里古拉皇帝的统治下，开始在帝国外围系统性地修建防御工事。然而，正是在哈德良的统治下，从117年开始，罗马边境得到了系统的防御。他在 21 年的统治时期中用了一半时间巡视帝国，主张在帝国边缘修建堡垒、塔楼和城墙。 这些防御工事在战略规模上的连贯建设（即保护整个帝国而不是加固单个定居点）有时被称为“界墙”（limes） ，一直持续到 270 年左右。
边境通常由辅助部队、征兵部队（例如Segedunum ）或军团的堡垒以及用于部队快速通行的道路系统组成，在某些地方还有宽阔的城墙。后者最著名的例子也许是不列颠的哈德良长城，它横跨整个岛屿而建，以防止来自苏格兰部落的攻击。所谓的不列颠界墙也许是最好的例子，就像中国的长城一样，试图沿着整个边界建造连续的人造防御工事，这是一项艰巨的工程。其他边境也不会在整个长度上都有连续的人造防御工事。在某些地方，河流、沙漠或自然露出的岩石可以因地制宜提供相同的效果。此外，像哈德良长城这样令人印象深刻的防御工事也并非牢不可破：由于城堡相距一定距离，而且巡逻次数很少，敌方小股部队很容易突破防御工事进行小规模袭击。然而，袭击方将被迫杀出一条血路，穿过一处防守严密的大门，放弃其战利品，例如牛，从而阻碍袭击的整个目的，或者被出发响应的军团困在墙上。此外，一支庞大的军队能够使用攻城装备强行穿越边境。边境的价值不在于其绝对的不可渗透性，而在于其对敌人的阻碍：给予延迟或警告，可用于召集集中的罗马军队到该地点。因此，与提供相同水平的防御所需的其他手段相比，边界也许更适合被视为一种可以更节省武力来保卫边界的工具。
270年后，君士坦丁一世放弃了维护坚不可摧的坚固边界，转而采取“纵深防御”政策。 任何足够规模的入侵部队都可以突破最初的边界，但在这样做时，出于突发情况或快速移动的需要，将被迫在其后方留下几个罗马防御据点（堡垒），这些据点将阻碍其后方的补给线和通信，并对部队构成来自四面八方的威胁。
在帝国晚期，边境变得更加富有弹性，在维持边境防御方面花费的精力很少。相反，军队集中在帝国的中心附近，敌人可以深入到意大利半岛，然后再在战斗中遭遇。 

## 北部边界

### 不列颠尼亚
在征服了大不列颠的大部分陆地之后，罗马人在喀里多尼亚南部边缘（即现在的苏格兰中部）停止了向北的扩张。这使得他们与不断袭击和叛乱的部落共享边界。与整个帝国的其他边界不同，苏格兰没有自然边界，例如沙漠或穿越整个半岛的宽阔河流，因此罗马人在苏格兰南部到中部修建了一系列防御工事，以保护不列颠尼亚省免受来自喀里多尼亚人和后来的皮克特人的袭击。

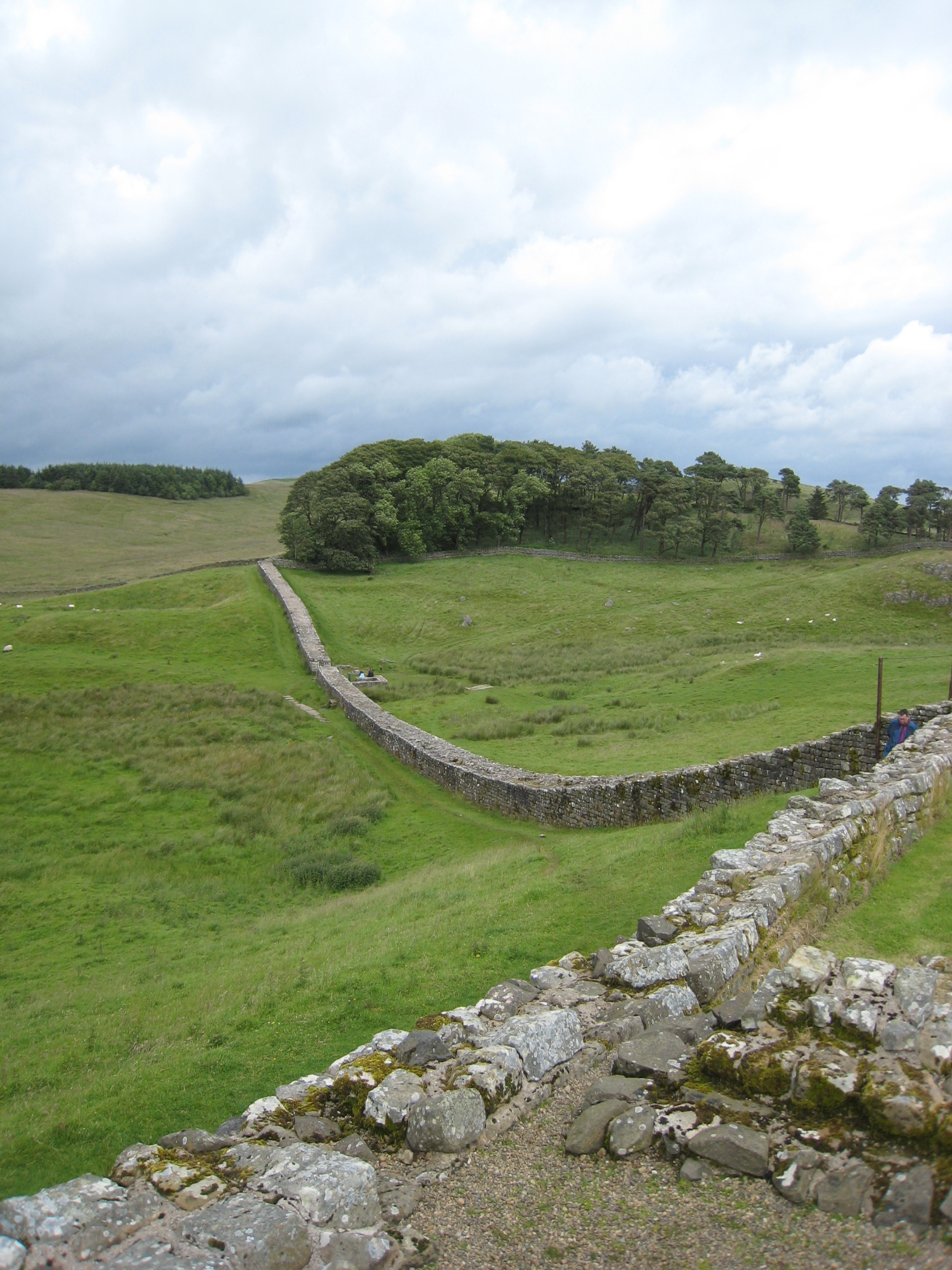
从韦尔科维西姆看哈德良长城

尽管边界不是连续的城墙，但位于苏格兰中部的一系列被称为加斯克岭的防御工事很可能是罗马最早的陆地边境防御工事。它建于 70 或 80 年，四十年后被后来的哈德良长城所取代，二十年后又被最后的安多宁长城所取代。边界不应被视为一系列连续的进步，而应被视为变动的——例如，安东尼长城建于 142 年至 144 年之间，于 164 年被废弃，并于 208 年短暂被重新占领。
尽管记录很少，但有迹象表明，各个防御工事之间的边界根据当地军队的实力而波动。有考古证据表明防御工事被广泛烧毁，但这是否代表防御工事遭到攻击，还是罗马军队在放弃时摧毁自己的防御工事的正常过程的一部分，以避免为敌人提供防御工事基地，这是有争议的。
这些北部防御工事有时被称为“不列颠界墙” 。据认为，城墙防御工事的平均驻军人数约为 10,000 人。除了连续的城墙（加斯克岭除外），城墙后面紧邻有一条金属道路，用于运输部队。沿着城墙，有一些用于军团或征兵的大型堡垒，以及一系列的里程塔——实际上是瞭望塔，除了小规模的袭击外，它们无法防御一段城墙，但能够通过以下方式向军团堡垒发出攻击信号：塔顶火警信号装置。
在后来的帝国中，罗马不列颠尼亚发现自己越来越容易受到外部侵略，同时帝国边境也受到了攻击。然而，由于不列颠尼亚与欧洲大陆没有陆桥，因此进攻方法和防御方法与帝国标准不同。沿着东南海岸建造了一系列海军堡垒，最初是为了打击海盗，后来是为了防御撒克逊人的袭击和入侵威胁，最终导致撒克逊人在 600 年前占领了不列颠低地，这一点也反映在了“不列颠低地”的名称中。防御工事系统：撒克逊海岸，延伸至法国北部海岸。每个海岸堡垒既可以防止直接攻击，也可以庇护一个小型海军分舰队，这些舰艇可以在海岸巡逻，抵御海盗和袭击者。

### 欧洲大陆

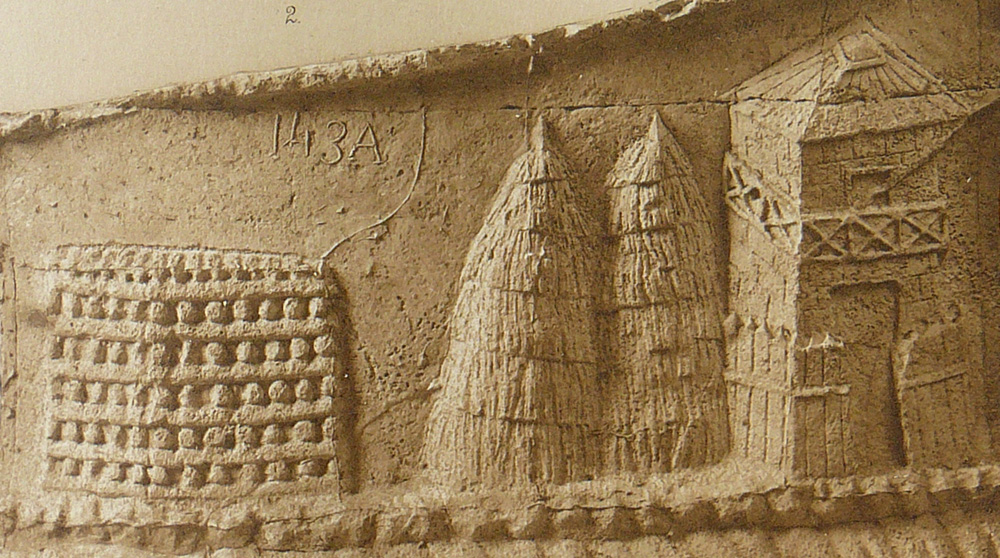
多瑙河下游边境的罗马瞭望塔和灯塔

在欧洲大陆，边界通常是明确界定的，通常沿着莱茵河和多瑙河等主要河流的河道。然而，这些并不总是最终的边界线：位于现代罗马尼亚的原始达西亚省完全位于多瑙河以北，而日耳曼尼亚麦格纳省，不要与下日耳曼尼亚和上日耳曼尼亚混淆，它是莱茵河、多瑙河和易北河之间的土地（尽管该省在创建三年后因条顿堡森林之战而丧失）。横跨莱茵河-多瑙河一线的界墙被称为日耳曼长城。它包括：
- 下（北）日耳曼界线，从荷兰卡特韦克的北海沿莱茵河延伸；
- 上日耳曼界线（只是为了混淆，也称为雷蒂亚界线或简称为“界线”）从莱茵布罗尔（新维德（区））的莱茵河开始，穿过陶努斯山脉到达美因河（哈瑙以东），然后沿着从美因河到米尔滕贝格，从奥斯特布尔肯 (Neckar-Odenwald-Kreis) 向南到洛尔赫 (Ostalbkreis)，有 70 多条近乎完美的直线 公里；
- 真正的雷蒂亚石灰岩从洛尔赫向东延伸到多瑙河上的艾宁（靠近凯尔海姆）。总长度为568 km（353 mi） 。它包括至少 60 座城堡和 900 座瞭望塔。

在达契亚，黑海和多瑙河之间的边界是营地和城墙防御的混合体，是两条（有时是三条）界墙的交汇处，有一个大营地和许多小营地分布在其中防御工事。

## 东部边界
东部边界多次变化，其中最持久的是幼发拉底河，与安息帝国的西部在今天伊拉克接壤。公元 116 年，图拉真占领了泰西封，并在亚述和巴比伦建立了新的行省，罗马在击败对手帕提亚人后，一度跨越了幼发拉底河。同年晚些时候，他占领了安息首都苏萨，并废黜了安息国王奥斯罗伊斯一世。然而，罗马人并没有将整个安息帝国罗马化，而是将帕塔马斯帕特作为傀儡国王留在王位上，统治前安息帝国的土地。

## 南部边界
在帝国最大范围内，南部边界是阿拉伯和撒哈拉沙漠，这是防止扩张的天然屏障。帝国控制了地中海沿岸和对面的山脉。然而，罗马人两次尝试有效占领锡瓦绿洲（但失败了），并控制了尼罗河深入非洲数英里，直到现代埃及和苏丹边界附近的第一瀑布。
毛里塔尼亚界墙两侧都有堡垒。在其他地方，例如叙利亚省和阿拉伯佩特拉省，则有一个被罗马军队占领的边境定居点和堡垒网络。
- 阿拉伯界墙（称为Limes Uranus）是罗马阿拉伯佩特拉省行省的边境，面向沙漠。
- 的黎波里塔努斯界墙是现代利比亚面向撒哈拉沙漠的边境。

## 西部边境
西部边境主要受到大西洋海岸的保护，没有设防。